# Nicolò Stizzìa
Nicolò Stizzìa (Paternò, 1540 -  Cefalù, 17 februari 1595) was een benedictijn, rechtsgeleerde en prelaat in het Spaanse koninkrijk Sicilië. Hij was loyaal in dienst van koning Filips II van Spanje.

## Levensloop

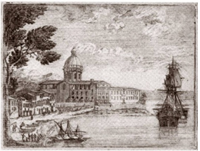
Abdijstaat Santissimo Salvatore, abdijkerk in Messina

Stizzìa was afkomstig van een adellijke familie uit Catania, Sicilië. Volgens sommige bronnen werd hij geboren in Catania. Stizzìa studeerde aan de universiteit van Catania en trad in bij de kloosterorde der benedictijnen. Hij behaalde de graad van doctor in beide rechten. 
Hij was abt van drie abdijen in de periode 1579-1591. Het ging om de koninklijke abdij Regia Abbazia di Santa Maria di Nuovaluce nabij Catania en haar nevenabdij Santa Maria la Scala in Paternò, alsook om het klooster San Filippo il Grande in Messina. 
Tijdens deze jaren als abt fungeerde hij tevens als rechter aan de rechtbank Regia Monarchia e Apostolica Legazia di Sicilia, na benoeming door Filips II van Spanje (1581). Deze rechtbank was van oudsher een loyale rechtbank aan de regering in Madrid. Het was de eerste keer dat een geestelijke er tot rechter benoemd werd.
In 1591 promoveerde koning Filips II van Spanje abt Stizzìa tot archimandriet van de Abdijstaat Santissimo Salvatore in Messina. Hij bleef dit tot zijn dood in 1595. Abt Stizzìa combineerde het bestuur van dit vorstendom nog met de bisschopstroon van Cefalù (1593-1595).